# Lind
 For alternative betydninger, se Lind (flertydig). (Se også artikler, som begynder med Lind)
Lind (Tilia) er en slægt med cirka 20 arter af træer, der er kendetegnet ved, at bladene sidder spredt og toradet. De 5-tallige og regelmæssige blomster sidder på stilk sammen med vingeagtige højblade. Frugterne er nødder. Her omtales kun de arter, som dyrkes, eller som er vildtvoksende i Danmark.
| Beskrevne arter |

- Parklind (Tilia x europaea) eller Kejser-Lind
- Småbladet lind (Tilia cordata)
- Storbladet lind (Tilia platyphyllos)
- Sølvlind (Tilia tomentosa)

| Andre arter |

- Tilia americana
- Tilia amurensis
- Tilia chinensis
- Tilia dasystyla
- Tilia insularis
- Tilia intonsa
- Tilia japonica
- Tilia kiusiana
- Tilia mandshurica
- Tilia maximowicziana
- Tilia miqueliana
- Tilia mongolica
- Tilia oliveri
- Tilia paucicostata
- Tilia taquetii

Lindetræets ved er blandt de stærkeste træsorter set i forhold til massefylden.